# Китайський компас

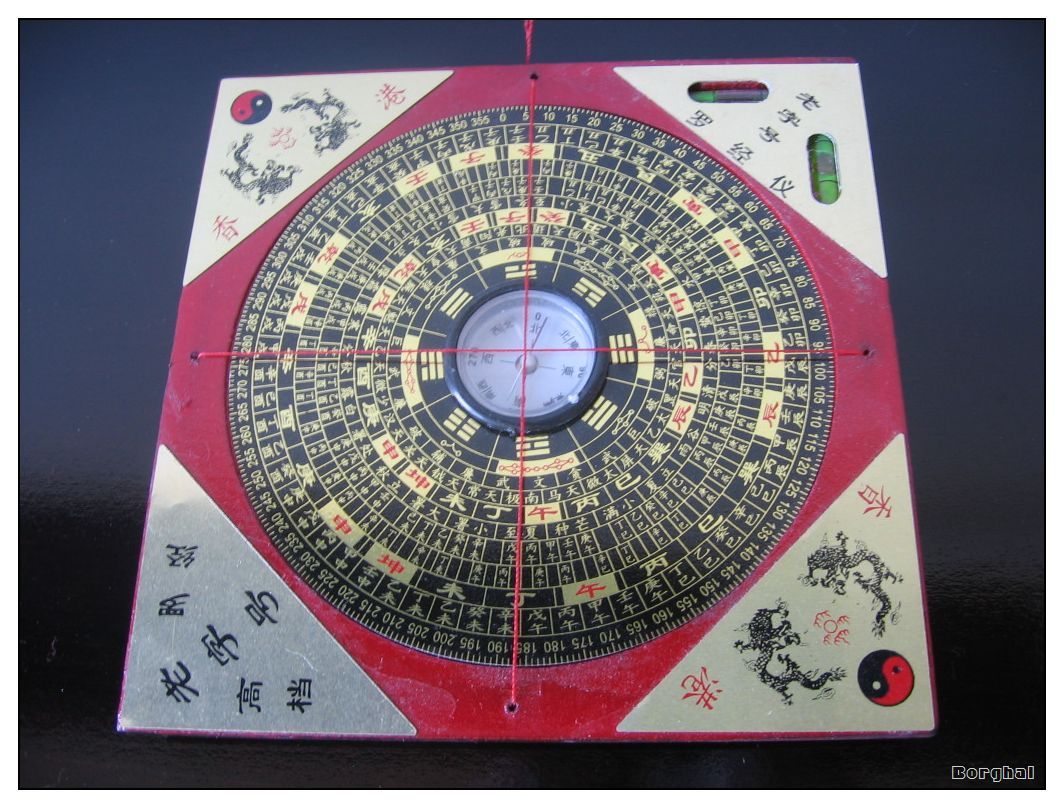
Лопань, китайський компас.

Китайський компас (луобань, лопань) - китайський магнітний компас, також відомий як компас для феншуй. Використовується майстрами феншуй для визначення точної структури досліджуваного об'єкта. Школа феншуй, що використовує китайський компас, має назву «Школа компаса» («Школа луобань»).

## Форма і функції
Як і звичайний компас, лопань - визначає напрями. Однак, лопань відрізняється від звичайного компаса кількома важливими моментами:
- Формули феншуй, включені в концентричні кільця на поверхні.
- Металева пластина, відома як «сонячний годинник». Металева пластина розміщується на дерев'яній основі, відомої як «земна пластина». Диски небес обертаються вільно на земній пластині.
- Лопань не вказує на Північний полюс Землі. Голка лопань вказує на південний магнітний полюс.

## Типи лопань
Починаючи з династії Мін особливої популярності набули три типи лопань.

### Сань хе
Цей тип лопань використовується з часів династії Тан. Він містить три основних кільця з 24 напрямами.

### Сань юань
Містить 64 триграми. Використовується в школі «Летючих зірок».

### Цзун хе
Комбінація двох попередніх видів лопань.

## Історія
Найстаріші попередники лопань - «ши», китайські астролябії.